# Paro cívico en Colombia de 1977
El Paro Cívico Nacional de 1977 fue una manifestación popular contra el gobierno de Alfonso López Michelsen en las principales ciudades del país. Llevada a cabo entre el 14 y 15 de septiembre de 1977,es considerado uno de los movimientos sociales más fuertes, de mayor impacto, resistencia violenta e importancia en la historia de Colombia después del Bogotazo. Fue motivado por las políticas económicas fallidas del gobierno y los incumplimientos de las promesas de dicho gobierno.

## Acontecimientos previos
En 1974 fue elegido Alfonso López Michelsen como primer gobierno luego del final del Frente Nacional. Entre sus postulados de campaña se encontraba la necesidad de corregir el déficit fiscal a través de decretos de emergencia económica que le dieran más autonomía al Ejecutivo y al Legislativo para determinar medidas concretas. Sin embargo, debido al contexto internacional y a las dificultades para lograr consensos entre las distintas vertientes al interior de su gobierno, es reconocido como uno de los primeros gobiernos en implantar políticas económicas y sociales de corte neoliberal: en medio de una inflación elevada, tuvo que enfrentar una crisis petrolera, la bonanza cafetera, la bonanza marimbera y los orígenes del narcotráfico. Todo ello, se vio reflejado en la revisión del gasto público, la reestructuración de diferentes entidades estatales y, particularmente, en el desmonte progresivo de algunos de los derechos laborales que habían ganado los trabajadores públicos hasta el momento. Previamente al paro, las centrales obreras, organizaciones campesinas, diferentes movimientos estudiantiles, políticos e intelectuales, organizaron aproximadamente 100 huelgas.
Rafael Pardo Buelvas, ministro de gobierno, declaró la protesta como subversiva y adoptó medidas que la restringían y violentaban, lo cual aumentó el descontento popular.
Las organizaciones sociales previas al paro que fueron fundamentales para su organización fueron: los sindicatos, el estudiantado, las Juntas de Acción Comunal, las asociaciones de padres de familia, el campesinado, entre otras.

## Organizadores y participantes
El paro fue convocado y organizado por:
- Confederación Sindical de Trabajadores de Colombia, CSTC
- Confederación de Trabajadores de Colombia, CTC
- Unión de Trabajadores de Colombia, UTC
- Confederación General del Trabajo, CGT[10]
- Partido Comunista y la Unión Revolucionaria Socialista
- Movimiento Obrero Independiente y Revolucionario, MOIR
- Asociación Nacional de Usuarios Campesinos, ANUC

Los bloqueos y movilizaciones fueron adelantados por estudiantes, trabajadores, amas de casa, educadores, vendedores ambulantes y desempleados que fueron reprimidos violentamente por la Fuerza Pública.

## Exigencias del paro
Las organizaciones obreras promotores del paro exigen un pliego de peticiones:
1. Aumento salarial por encima del 50%
2. Congelación de tarifas de artículos de primera necesidad y de tarifas de servicios públicos.
3. Suspensión del estado de sitio y respeto de las libertades
4. Derogación del Estatuto docente, financiación y desmilitarización de las universidades.
5. Abolición de la reforma administrativa.
6. Entrega de tierras a los campesinos por el INCORA.
7. Jornada de trabajo de 8 horas y salario básico para transportadores.
8. Suspensión de decretos de reorganización del ICSS.[4]

## Desarrollo de las protestas
A la medianoche de 13 de septiembre la pólvora marcó el inicio del paro. El 14 de septiembre se bloquearon las vías principales desde tempranas horas de la mañana con tachuelas, llantas quemadas, barricadas, se presentaron saqueos y vandalismo, enfrentamientos con las Fuerzas militares. El paro estaba liderado por un Comando central que se estableció en un lugar secreto.
Su eje fueron los barrios populares de las grandes ciudades, principalmente Bogotá, Cali, Barranquilla y Bucaramanga, aunque se presentan movilizaciones campesinas en Cundinamarca y Cauca lideradas por la Asociación Nacional de Usuarios Campesinos (ANUC), así como concentraciones obreras y piquetes de huelga en las zonas industriales como Puente Aranda y de servicios como el centro de la capital, evitando como se había acordado inicialmente las concentraciones masivas que pudieran facilitar la represión.

## Consecuencias
En los fuertes enfrentamientos 33 personas perdieron la vida, hubo cerca de 3.000 heridos y miles de detenidos. Fue necesario habilitar la Plaza de Toros la Santamaría y el Estadio el Campín para poder retener a todos los detenidos. Se declaró el toque de queda que no fue efectivo, la protesta se había salido de control. Según El Tiempo, más de 30 agentes de policía resultaron heridos. Posteriormente, durante el gobierno de Julio César Turbay Ayala, se decidió reprimir la protesta social con su Estatuto de Seguridad.
Como resultado del paro las cuatro centrales sindicales obreras del país conformaron el Consejo Nacional Sindical que exigió un reajuste salarial del 50 por ciento, congelación de precios y el levantamiento del estado de sitio. Se fortalecieron y se organizaron las Juntas de Acción Comunal y de organización comunal. Así mismo sería influencia para paros cívicos regionales en el país en la década de 1980.
Después del paro, entre 1978 y 1983, el salario real creció 9%. Este resultado favorable para los trabajadores, también lo fue para el conjunto de la economía. En 1976 la tasa de desempleo era de 12%, y se fue reduciendo de manera progresiva, pasando de 10,5% en 1978 a 5,2% en 1985. Esta dinámica positiva comenzó con un crecimiento del PIB real de 7% en 1978. Es decir, el aumento del salario real estuvo acompañado de un crecimiento del PIB y de una reducción del desempleo.
Las guerrillas llegaron a considerar que al Paro de 1977 solo le faltaron los fusiles, el M-19 en 1978 realizaría el Robo de cinco mil armas del Cantón Norte, Las FARC en su VII conferencia de 1982 agregarían a su nombre el EP (Ejército del Pueblo) y fortalecen sus estructuras urbanas, algunas de las cuales se vincularon a la Unión Patriótica.

## En la cultura popular
- El documental Gamín muestra en sus escenas finales las manifestaciones del paro.